# ایستگاه فضایی ۷۶
ایستگاه فضایی ۷۶ (به انگلیسی: Space Station 76) فیلمی محصول سال ۲۰۱۴ و به کارگردانی جک پلاتنیک است. در این فیلم بازیگرانی همچون پاتریک ویلسون، لیو تایلر، مت بامر، ماریسا کافلان، کیلی راجرز، جری اوکانل، کیر دولی، کالی روچا، سم پنکیک، جک پلاتنیک، متیو موریسون و آنا سوفیا برگلوند ایفای نقش کرده‌اند.